# Overbrook (Kansas)
Overbrook es una ciudad ubicada en el condado de Osage en el estado estadounidense de Kansas. En el año 2010 tenía una población de 1058 habitantes y una densidad poblacional de 755,71 personas por km².

## Geografía
Overbrook se encuentra ubicada en las coordenadas 38°46′48″N 95°33′26″O / 38.78000, -95.55722 (38.779969, -95.557202).

## Demografía
Según la Oficina del Censo en 2000 los ingresos medios por hogar en la localidad eran de $37,772 y los ingresos medios por familia eran $45,625. Los hombres tenían unos ingresos medios de $31,484 frente a los $25,625 para las mujeres. La renta per cápita para la localidad era de $23,309. Alrededor del 5.3% de la población estaban por debajo del umbral de pobreza.